# 22号塔无人机袭击
2024年1月28日，伊朗支持的什叶派民兵组织伊拉克伊斯兰抵抗组织发射的一架无人机袭击了约旦东北部鲁克班的美军基地哨所22号塔。爆炸导致3名美国士兵死亡，47人受伤。
这是自以色列—哈馬斯戰爭开始以来，美军首次被敌方炮火炸死。乔·拜登总统谴责这次袭击是“卑鄙的”，并承诺在适当的时候进行报复；其後，美國空軍於2月2日，派出兩架B-1槍騎兵戰略轟炸機，空襲敘利亞及伊拉克境內的伊朗陣地。伊朗否认与这次袭击有任何关连。